# 瓦夫爾
瓦夫尔（法語：Wavre，法語發音：[wavʁ] ⓘ，荷蘭語發音：[ˈʋaːvər] ⓘ），比利时瓦隆大区瓦隆布拉班特省城市，同时也是该省省会，北与弗拉芒大區弗拉芒布拉班特省接壤，通行法语，是比利时法语社群的一部分，面积42.11平方千米，人口34,305人（2018年1月1日）。